# Linia kolejowa Drammen – Stavanger
Sørlandsbanen – zelektryfikowana linia kolejowa w Norwegii z Drammen do Stavanger.

## Historia
Linia była budowana w kilku fazach, pierwszy odcinek otwarto w roku 1871, całkowite zakończenie robót nastąpiło w roku 1944 przez niemieckie siły okupacyjne.

## Przebieg
Na linii znajduje się 47 stacji. Na trasie znajdują się tunele Kvineshei (9065 m) i Hægebostad (8474 m) - czwarty i piąty tunel pod względem długości w Norwegii
Linią przebiega trasa 450 szybkiej kolei miejskiej w Oslo, która ma stację końcową w Kongsberg.
| - Oslo Sentralstasjon - Nationaltheatret - Lysaker - Asker - Drammen - Gulskogen - Mjøndalen - Steinberg - Hokksund - Vestfossen - Darbu - Skollenborg - Kongsberg | - Nordagutu - Bø - Lunde - Drangedal - Neslandsvatn - Gjerstad - Vegårshei - Nelaug - Vennesla - Kristiansand - Nodeland - Breland - Marnardal | - Audnedal - Snartemo - Storekvina - Gyland - Sira - Moi - Egersund - Bryne - Sandnes sentrum - Stavanger |